# Руше, Жан Антуан
Жан-Антуан Руше (фр. Jean-Antoine Roucher; 22 февраля 1745, Монпелье — 25 июля 1794, Париж) — французский поэт.

## Биография
За поэму по случаю брака Людовика XVI — «La France et l’Autriche au temple de l’Hymen» — Руше получил синекуру. Он привлёк внимание своей дидактической поэмой «Les Mois» (1779): её хвалили, пока она не была напечатана.
Сторонник конституционной монархии, Руше был казнён во время террора. Сохранилось предание о том, что когда его везли на казнь вместе с Андре Шенье, поэты декламировали первый диалог из «Андромахи». После Руше осталась интересная «Consolation de ma captivité» (1797) — переписка с его семьёй во время заточения.